# Rosellinia communis
Rosellinia communis är en svampart som beskrevs av L.E. Petrini 2003. Rosellinia communis ingår i släktet Rosellinia och familjen kolkärnsvampar.   Inga underarter finns listade i Catalogue of Life.